# Титаник II
Тита́ник II (англ. Titanic II) — разрабатываемый проект океанского лайнера, представляющего собой копию британского трансатлантического парохода «Титаник». Проект был анонсирован австралийским бизнесменом и политиком Клайвом Палмером в апреле 2012 года. Предполагалось, что «Титаник II» станет флагманом основанной Палмером круизной компании «Blue Star Line», получившей своё название в честь судоходной компании «White Star Line», в составе которой находилось оригинальное судно. Предположительной датой спуска лайнера на воду изначально был объявлен 2016 год, впоследствии дата была изменена на 2018, 2019, 2022 и 2024 год. В 2024 году спуск на воду был перенесён на 2027 год.
Ввод в эксплуатацию планируется в 2027 году. На май 2021 год закончилось строительство главной палубы, осталось завершить возведение двух с половиной этажей верхней. К 2013 году более чем 40 000 человек изъявили желание приобрести билеты на этот лайнер. Первый рейс «Титаника II» должен был проходить по историческому маршруту первого Титаника — из Саутгемптона в Нью-Йорк, однако затем был предложен новый маршрут — из Цзянсу в Дубай.

## Разработка проекта
В феврале 2013 года, на пресс-конференции, Клайв Палмер объявил о намерении построить современную копию «Титаника». Планировалось, что «Титаник II» будет построен в Китае и сделает свой первый рейс из Саутгемптона в Нью-Йорк в 2016 году (отложен до 2027 года). Палмер надеется воссоздать «Титаник II» как можно точнее, повторить все внешние очертания оригинального «Титаника». По его словам «Титаник II» будет иметь длину 269,14 м (883 фута), водоизмещение 55800 брт и сможет разместить 2435 пассажиров и 900 членов экипажа. Кроме того, Палмер отметил, что «Титаник II» будет построен в память о погибших и выживших после крушения парохода «Титаник» в 1912 году.

## Конструкция и дизайн
Водоизмещение судна будет 55800 тонн брутто, что больше, чем у оригинала.

### Сравнение с оригинальным Титаником

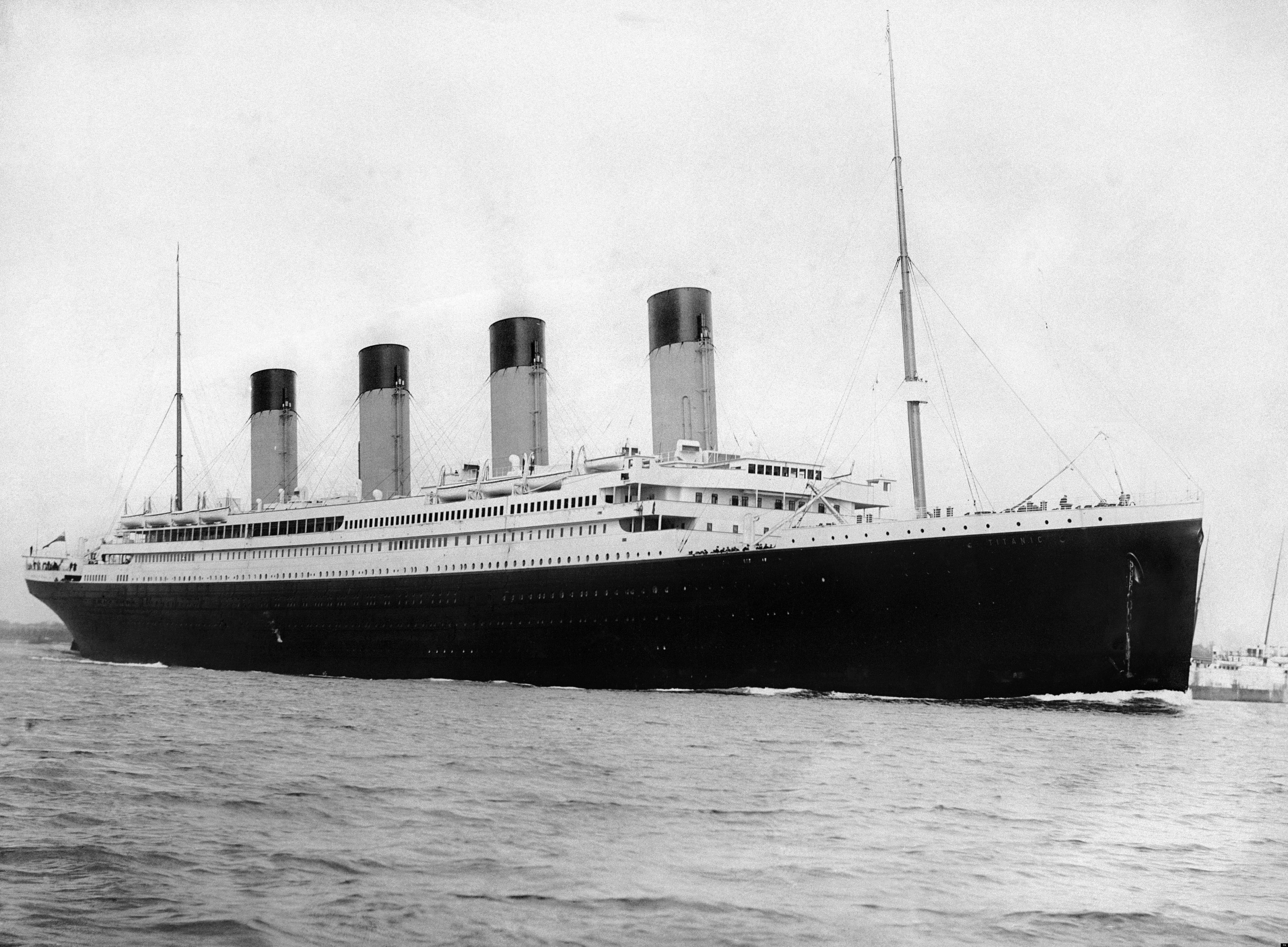
Оригинальный «Титаник» в 1912 году

Судно должно получиться максимально похожим на оригинальный «Титаник». Между тем, по ряду причин (современные правила техники безопасности, экономические соображения) в новом проекте присутствует ряд изменений:
- Ширина судна увеличена для повышения остойчивости (на 4,5 метра шире оригинала).
- Вместо угольных котлов, паровых машин, будет использована дизельно-электрическая силовая установка с четырьмя дизельными двигателями, ходовая паротурбинная установка.
- Добавлены подруливающие устройства и увеличенный руль — таким образом Титаник II будет манёвренней.
- Добавлены лестницы запасных входов к существующим.
- В отличие от настоящего Титаника, шлюпок хватит на абсолютно всех пассажиров.
- Известно, что в одной шлюпке может вместиться 250 человек.

## Интересные факты
В 2010 году вышел фильм-мокбастер «Айсберг», в котором корабль-копия Титаник II отправляется по маршруту оригинального лайнера, только в обратную сторону.

## Критика
Если лайнер будет построен на судостроительном заводе «Цзиньлин», то он будет представлять самое крупное пассажирское судно, построенное в Китае. Сложностью считается, что на данной верфи отсутствуют сухие доки.